# Blasius Kleiner
Blasius Kleiner war ein sächsisch-siebenbürgischer Franziskaner. 1762 wirkte er als Guardian des bulgarischen Franziskanerklosters in Alwinz, von 1764 bis 1767 und von 1773 bis 1776 als Minister Provincialis der bulgarischen Franziskanerprovinz.
Er lebte unter den bulgarischen Katholiken, die nach der Unterdrückung des Aufstands von Tschiprowzi nach Siebenbürgen flohen und möglicherweise Fragmente der Geschichte Bulgariens des Erzbischofs Petar Bogdan überliefert haben.
Bekannt wurde er in der bulgarischen Geschichtsschreibung mit seiner Geschichte Bulgariens von 1761, die ein Jahr vor der Slawobulgarischen Geschichte geschrieben wurde, aber bis in jüngste Zeit unbekannt war. In seiner Darstellung widersetzen sich die Bulgaren den Griechen, die oft die Macht der Bulgaren erfahren hätten. Die Bulgaren werden als ein äußerst kriegerisches Volk mit wenig Interesse am Schreiben beschrieben; sie hätten eher dazu geneigt, ruhmreiche und würdige Taten zu vollbringen, als sie zu beschreiben. Deshalb habe er ihre Geschichte aufgeschrieben.
Blasius Kleiner gibt zu, dass er „wenige, hier und da verstreute Informationen über die Bulgaren in verschiedenen Autoren“ gefunden habe. Er hatte das Gefühl, dass diese Fakten gesammelt werden mussten. Moderne Historiker gehen davon aus, dass seine Hauptquelle das Corpus Byzantinae historiae war.
In Kleiners Geschichte Bulgariens fand man auch den frühesten bisher bekannten Beleg für die Legende von Bucur als Gründer von Bukarest.

## Schriften
- Archivium tripartitum inclytae provinciae Bulgariae (Geschichte Bulgariens), Manuskript, 1761 (?)
  - Textausgabe mit spanischer Übersetzung und Kommentar von Francisco Javier Juez Gálvez, Madrid 1997 (Teildigitalisat)
  - Bulgarische Übersetzung, 2020